# 布莱西尼亚克
布莱西尼亚克（法語：Blésignac，法語發音：[bleziɲak]）是法国吉伦特省的一个市镇，属于波尔多区。

## 地理
布莱西尼亚克（44°46'31"N, 0°15'29"W）面积2.5 平方千米，位于法国新阿基坦大区吉倫特省，该省份为法国西南部沿海省份，是法國本土面积最大的省，北起滨海夏朗德省，西临大西洋，南至朗德省，东南接洛特-加龍省，东临多爾多涅省。
与布莱西尼亚克接壤的市镇（或旧市镇、城区）包括：代尼亚克、达尔德纳克、法莱拉、圣莱昂、塔尔贡。

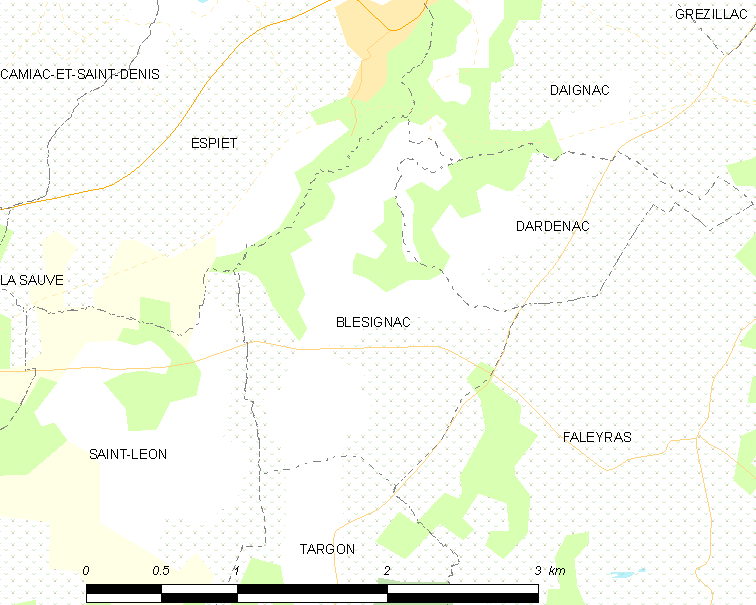
布莱西尼亚克的OSM定位图

布莱西尼亚克的时区为UTC+01:00、UTC+02:00（夏令时）。

## 行政
布莱西尼亚克的邮政编码为33670，INSEE市镇编码为33059。

## 政治
布莱西尼亚克所属的省级选区为海间县。

## 人口

1962-2008年间布莱西尼亚克人口变化图示

布莱西尼亚克于2022年1月1日时的人口数量为311人。